# معركة باتشو 2013
معركة باتشو 2013 كانت معركة باتشو معركة بين الجيش الملكي التايلاندي ومتمردي الوحدات الدورية الصغيرة حيث هاجم الأخير قاعدة عسكرية في منطقة باتشو. قُتل ما لا يقل عن 16 من متمردي الوحدات، بمن فيهم قائد بينما لم يصب أي من المدافعين العسكريين التايلانديين عن القاعدة.

## المعركة
في 13 فبراير 2013 هاجمت الوحدات الدورية الصغيرة قاعدة بحرية في منطقة باتشو في مقاطعة ناراثيوات. بسبب تلقي أدلة حول خطط مهاجمة المعقل في الأيام القليلة الماضية، عزز سومكيات فولبرايون القاعدة. بدعم من قوات البحرية التايلاندية وكتيبة الاستطلاع الأولى، كانت القاعدة العسكرية التايلاندية قادرة على الدفاع عن نفسها بينما لم تفقد أي رجال بينما فقد المتمردين 16 حالة وفاة.

## ما بعد المعركة
بعد الحدث أعربت سومكيات فولبرايون عن أسفها على الأرواح التي فقدت في الاشتباك.